# Grenet pindsvineknop
Grenet pindsvineknop (Sparganium erectum) er en 30-90 cm høj vandplante, der vokser på lavt vand ved sø- og åbredder. grenet pindsvineknop er karakterart for plantesamfundet Sparganietum erecti.

## Beskrivelse
Grenet pindsvineknop er en flerårig urt med en opret, grenet vækst. Planten kan blive bestanddannende på områder med vedvarende fugtighed. Bladene danner en løs tue, og de er linjeformede, helrandede og trekantede ved bladhæftet, men næsten flade længere ude. Midterribben bliver dog ved med at kunne ses. Begge bladsider er hårløse og lysegrønne.
Blomstringen sker i juli-august. Blomsterne er samlet i kugleformede aks, som danner åbne, forgrenede stande på særlige, bladbærende stængler. Aksene rummer enten rent hunlige eller rent hanlige blomster. De enkelte blomster er reducerede og mangler både bæger- og kronblade. Frugterne er nødder med en langt udtrukket torn, der gør frøstanden pigget.
Rodnettet består af lange, vandrette stængler og mange, ret grove rødder.
Højde x bredde og årlig tilvækst: 0,60 x 0,60 m (60 x 60 cm/år), heri dog ikke medregnet skud fra jordstænglerne.

## Voksested
Grenet pindsvineknop er udbredt i Nordafrika, Mellemøsten, Kaukasus, Sibirien og det meste af Europa, herunder også i Danmark, hvor den er ret almindelig i hele landet. Den er knyttet til vedvarende fugtige, lysåbne voksesteder med mineralrig jord. Derfor ses den oftest langs vandløb og ved bredden af søer og damme.
Ved Løvenborg Gods, dvs. i nærheden af Tuse Å, findes arten i kanten ved tidligere tørvegrave sammen med bl.a. bittersød natskygge, blærestar, blågrøn kogleaks, bredbladet dunhammer, sværtevæld, vandmynte og vandpileurt
| Portal | Portal:Botanik |

## Note
1. ↑  4300.holbaek.dk: Skov og Naturstyrelsen Nordsjælland: Vådområdeprojekt ved Løvenborg Gods